# Adoretus borneensis
Adoretus borneensis är en skalbaggsart som beskrevs av Ernst Gustav Kraatz 1895. Adoretus borneensis ingår i släktet Adoretus och familjen Rutelidae. Inga underarter finns listade i Catalogue of Life.